# エンターテインメント・ウィークリー
『エンターテインメント・ウィークリー』(Entertainment Weekly、EW) は、メレディス・コーポレーション社が発行する雑誌である。映画、テレビ、音楽、ブロードウェイの舞台、書籍などのポップカルチャーを対象とする。

## 概要
Entertainment Weekly（EWと略されることもある）は、映画、テレビ、音楽、ブロードウェイ演劇、書籍、ポピュラーカルチャーなどをカバーする、メレディス・コーポレーションが発行するニューヨークに本社を置くアメリカの月刊エンターテイメント雑誌で、1990年2月16日にニューヨークで創刊された。
Us WeeklyやPeople（EWの姉妹誌）、In Touch Weeklyのようなセレブリティに焦点を当てた出版物とは異なり、EWは主にエンターテインメントのニュースや評論を扱っている。しかし、業界関係者を対象としたVarietyやThe Hollywood Reporterとは異なり、EWはより一般的な読者を対象としている。
1990年2月16日に、タイム社によって『ピープル』誌の姉妹誌として創刊された。

## Poppy Awards（ポピー賞）
以前はEWwy Awardsと呼ばれていたポピー賞は、プライムタイム・エミー賞にノミネートされていない価値あるシリーズや俳優を表彰するためにEntertainment Weeklyによって創設された。 この賞は10のカテゴリーで授与され、プライムタイム・エミー賞にノミネートされている人は対象とならない。投票とノミネートは、誰でもオンラインで行うことができる。カテゴリーは以下の通り。最優秀ドラマシリーズ、最優秀コメディシリーズ、最優秀ドラマシリーズ男優賞、最優秀コメディシリーズ男優賞、最優秀ドラマシリーズ女優賞、最優秀コメディシリーズ女優賞、最優秀ドラマシリーズ助演男優賞、最優秀コメディシリーズ助演男優賞、最優秀ドラマシリーズ助演女優賞、最優秀コメディシリーズ助演女優賞。